# Herbert Eugene Bolton
Herbert Eugene Bolton (Wilton, 20 de julio de 1870-Berkeley, 30 de enero de 1953) fue un historiador estadounidense, especializado en la historia hispanoamericana de Norteamérica.

## Biografía
Nació el 20 de julio de 1870 en Wilton, estado de Wisconsin, estudió en la Universidad de Wisconsin, graduándose en Derecho en 1891. Doctorado en 1899 en la Universidad de Pensilvania, se trasladaría a Texas para trabajar como profesor en la Universidad de Texas, donde tuvo un primer contacto de primera mano con la cultura e historia hispanoamericanas. Tras un breve paso docente por la Universidad de Stanford, en 1911 pasaría a ejercer de profesor en la Universidad de California. En 1932 impartió en Toronto un célebre discurso de recepción del cargo de presidente de la American Historical Association, The Epic of Greater America, que abriría a los historiadores a la discusión sobre su obra. Falleció el 30 de enero de 1953 en Berkeley, estado de California.

## Obra
Pupilo de Frederick Jackson Turner, sería el introductor en 1921 —mas no propiamente el acuñador— del término Spanish Borderlands para referirse al territorio desde Florida a California, actualmente estadounidense, que estuvo bajo control español de forma duradera. De acuerdo a Carolyn P. Boyd, Bolton «alabó el genio fronterizo» de la colonización española y documentó la aportación positiva de la cultura hispana a los Estados Unidos. Esta es una lista de libros publicados por Bolton:
- Guide to Materials for the History of the United States in the Principal Archives of Mexico (1913)
- Athanase de Mézières and the Louisiana Texas Frontier, 1768–1780 (1914)
- Texas in the Middle Eighteenth Century (1915)
- Spanish Exploration in the Southwest, 1542–1706 (1916)
- Kino's Historical Memoir of Pimería Alta (1919)
- The Colonization of North America (1920, junto a Thomas Maitland Marshall)
- The Spanish Borderlands (1921)
- Arredondo's Historical Proof of Spain's Title to Georgia (1925)
- The Debatable Land. A Sketch of the Anglo-Spanish Contest for the Georgia Country (1925; con Mary Ross)
- Historical Memoirs of New California, by Fray Francisco Palóu (1926)
- Palóu and His Writings (1926)
- A Pacific Coast Pioneer (1927)
- Fray Juan Crespi, Missionary Explorer on the Pacific Coast, 1769–1774 (1927)
- Anza's California Expeditions (1930)
- Outpost of Empire; The Story of the Foundings of San Francisco (1931)
- The Padre on Horseback (1932)
- Rim of Christendom A Biography of Eusebio Francisco Kino, Pacific Coast Pioneer (1936)
- Coronado, Knight of Pueblos and Plains (1949)
- Pageat in the Wilderness, the Story of the Escalante Expedition to the Interior Bassin, 1776 (1950)